# Panaeolina foenisecii
Panaeolina foenisecii (Pers.) Maire – gatunek grzybów z rzędu pieczarkowców (Agaricales).

## Systematyka i nazewnictwo
Pozycja w klasyfikacji według Index Fungorum: Panaeolina, incertae sedis, Agaricales, Agaricomycetidae, Agaricomycetes, Agaricomycotina, Basidiomycota, Fungi.
Po raz pierwszy takson ten zdiagnozował w 1800 r. Christian Hendrik Persoon nadając mu nazwę Agaricus foenisecii. Obecną, uznaną przez Index Fungorum nazwę nadał mu w 1933 r. René Charles Joseph Ernest Maire. Synonimy naukowe:

- Agaricus foenisecii Pers. 1800
- Coprinarius foenisecii (Pers.) J. Schröt. 1889
- Drosophila foenisecii (Pers.) Quél. 1886
- Panaeolus foenisecii (Pers.) J. Schröt. 1926
- Panaeolus foenisecii (Pers.) J. Schröt. 1926 var. foenisecii
- Panaeolus foenisecii var. halophilus Bon 1970
- Panaeolus foenisecii var. intermedius E. Ludw. 2001
- Prunulus foenisecii (Pers.) Gray 1821
- Psathyra foenisecii (Pers.) G. Bertrand 1901
- Psathyrella foenisecii (Pers.) A.H. Sm. 1972
- Psilocybe foenisecii (Pers.) Quél. 1872[2].

Wcześniej zaliczany był m.in. do rodzaju Panaeolus. W 2003 r. Władysław Wojewoda zaproponował dla niego polską nazwę kołpaczek szorstkozarodnikowy. Znany był też pod nazwą kołpaczek kośny. Po przeniesieniu tego gatunku do rodzaju Panaeolina obydwie nazwy polskie stały się niespójne z nazwą naukową.

## Morfologia
Kapelusz
Średnicy 1–3 cm, cielistobrązowy do czerwonobrązowego, bardzo higrofaniczny, na miejscu wzrostu często dwubarwny, podczas wysychania od szczytu zmienia barwę na jasnobeżową do białawocielistej. Skórka sucha. Brzeg w stanie wilgotnym daleko, prześwitująco żłobkowany.
Blaszki
Najpierw szarobeżowe, później ciemnobrązowe, na powierzchniach charakterystycznie pstrokate, u góry przyczepione. Ostrze blaszek jaśniejsze.
Trzon
Jaśniejszy niż kapelusz, lekko przejrzysty, podczas wysychania białawy, cały delikatnie kosmkowaty.
Wysyp zarodników
Czarnobrązowy. Zarodniki cytrynkowate, wyraźnie szorstkie, o średnicy (11,5)14–17(22) × (7,5)8,5–11 µm. Podstawki 2-zarodnikowe lub 4-zarodnikowe. Skórka kapelusza komórkowa.
Gatunki podobne
Bywa często mylony z łysiczką lancetowatą (Psilocybe semilanceata).

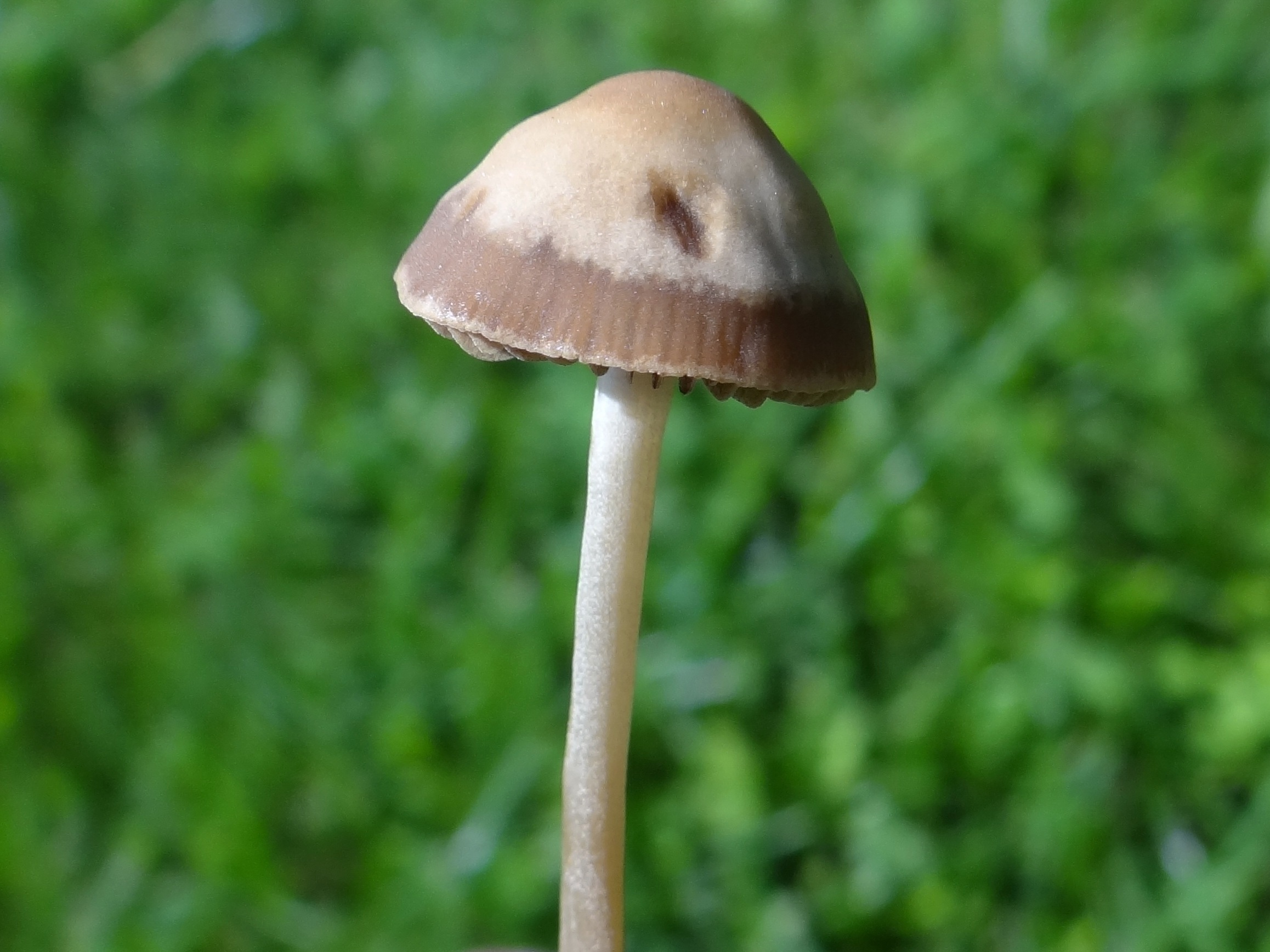
Higrofaniczny kapelusz
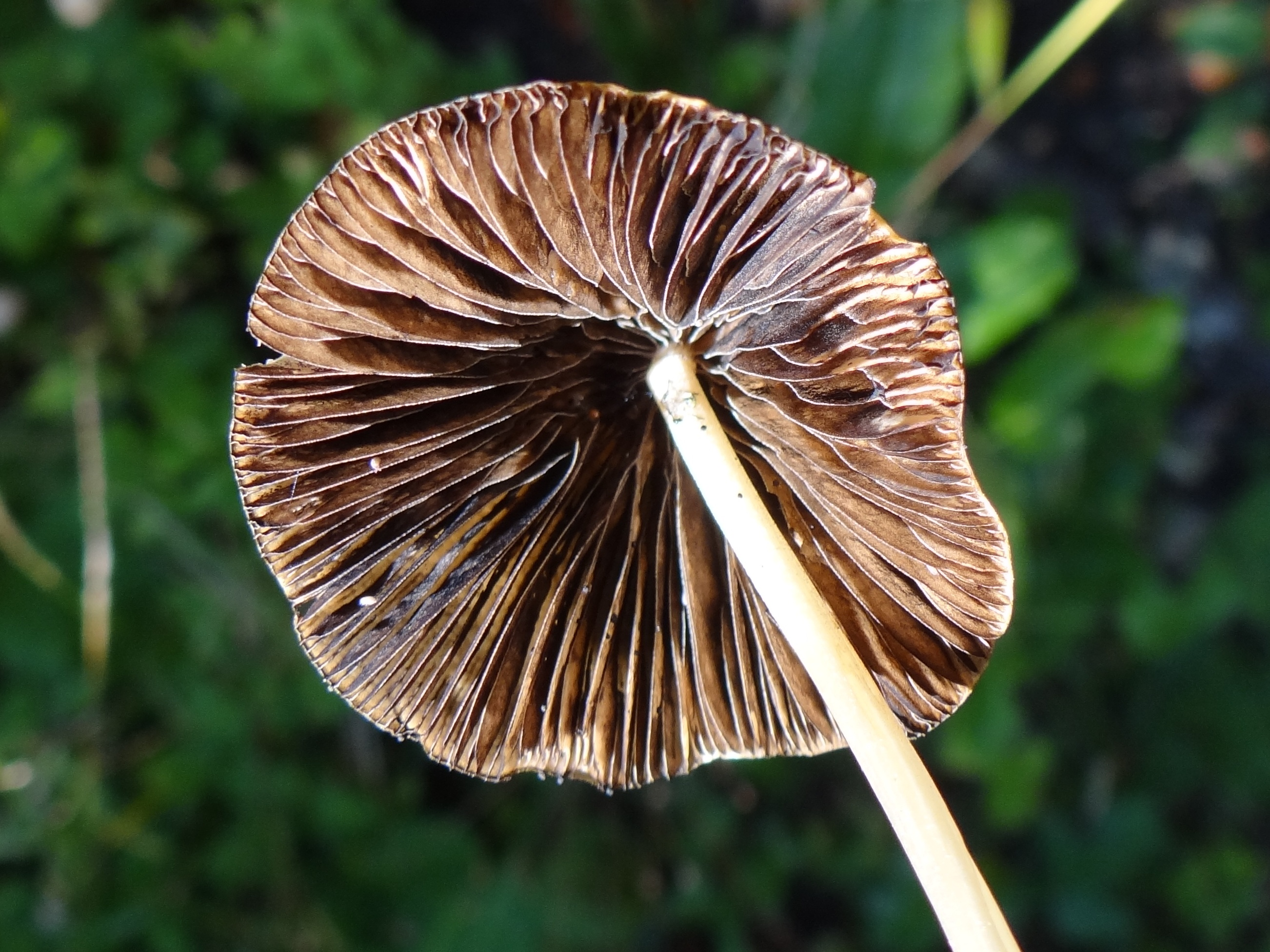
Blaszki starszego owocnika
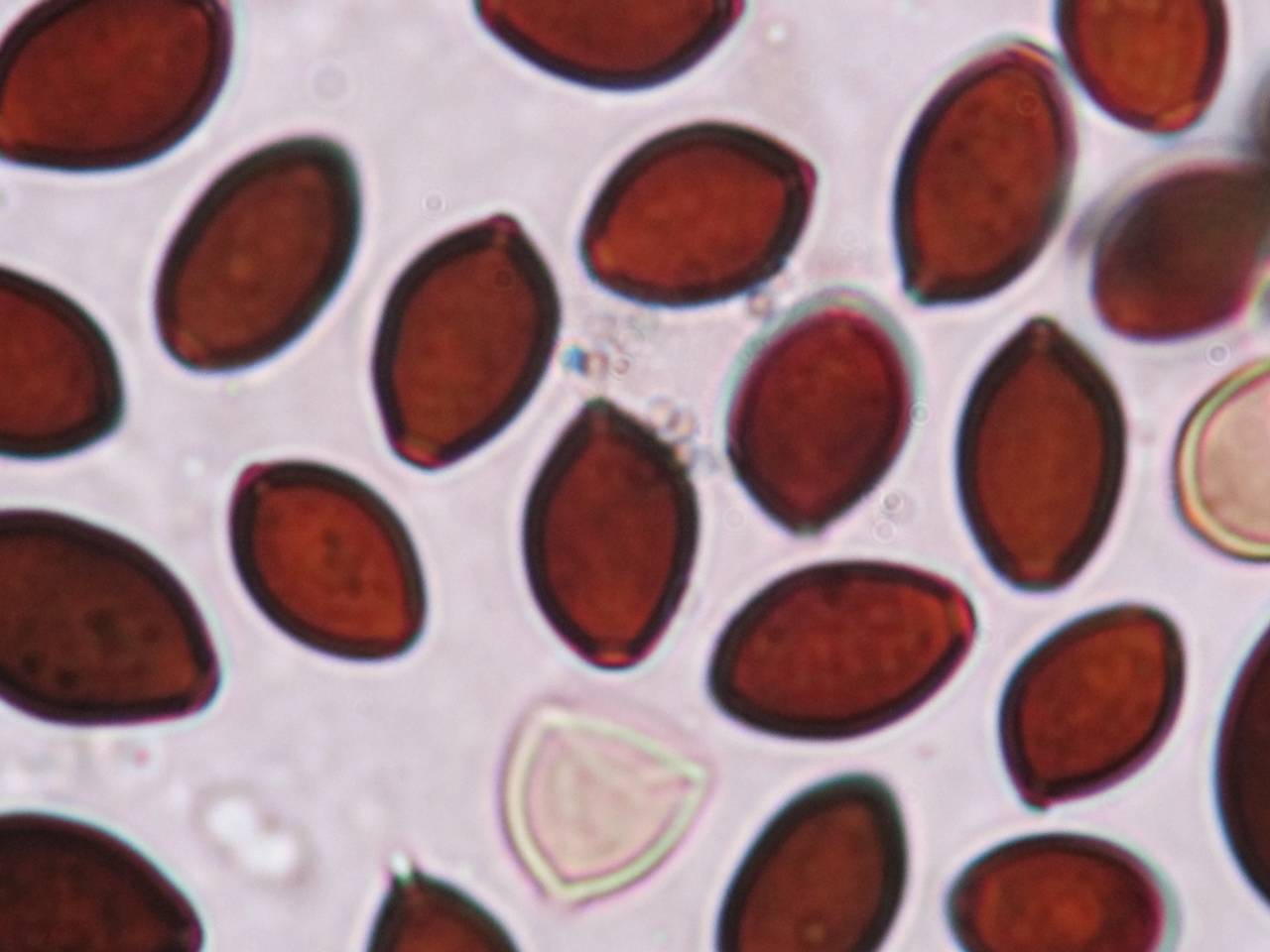
Zarodniki
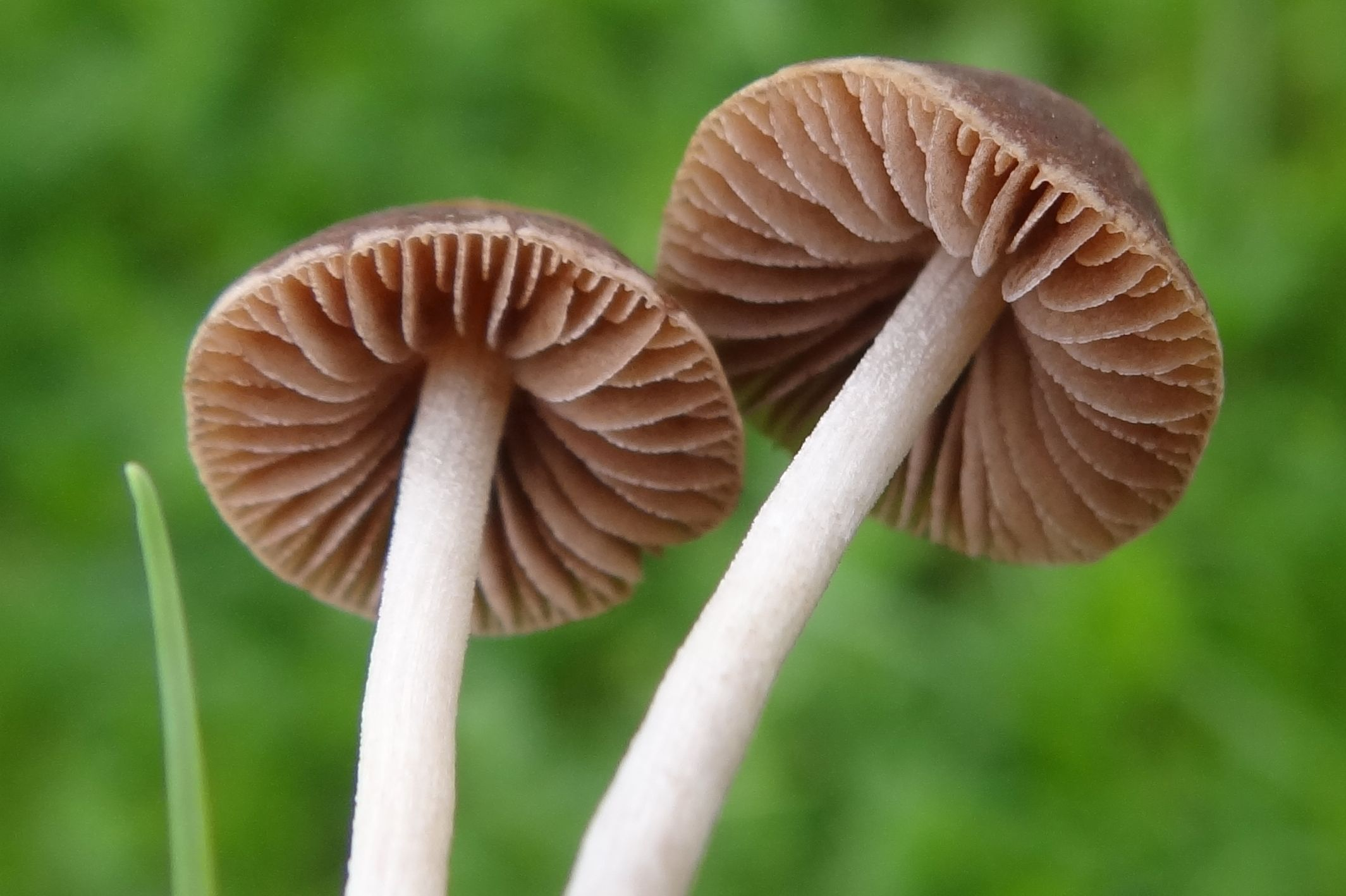
Młode owocniki
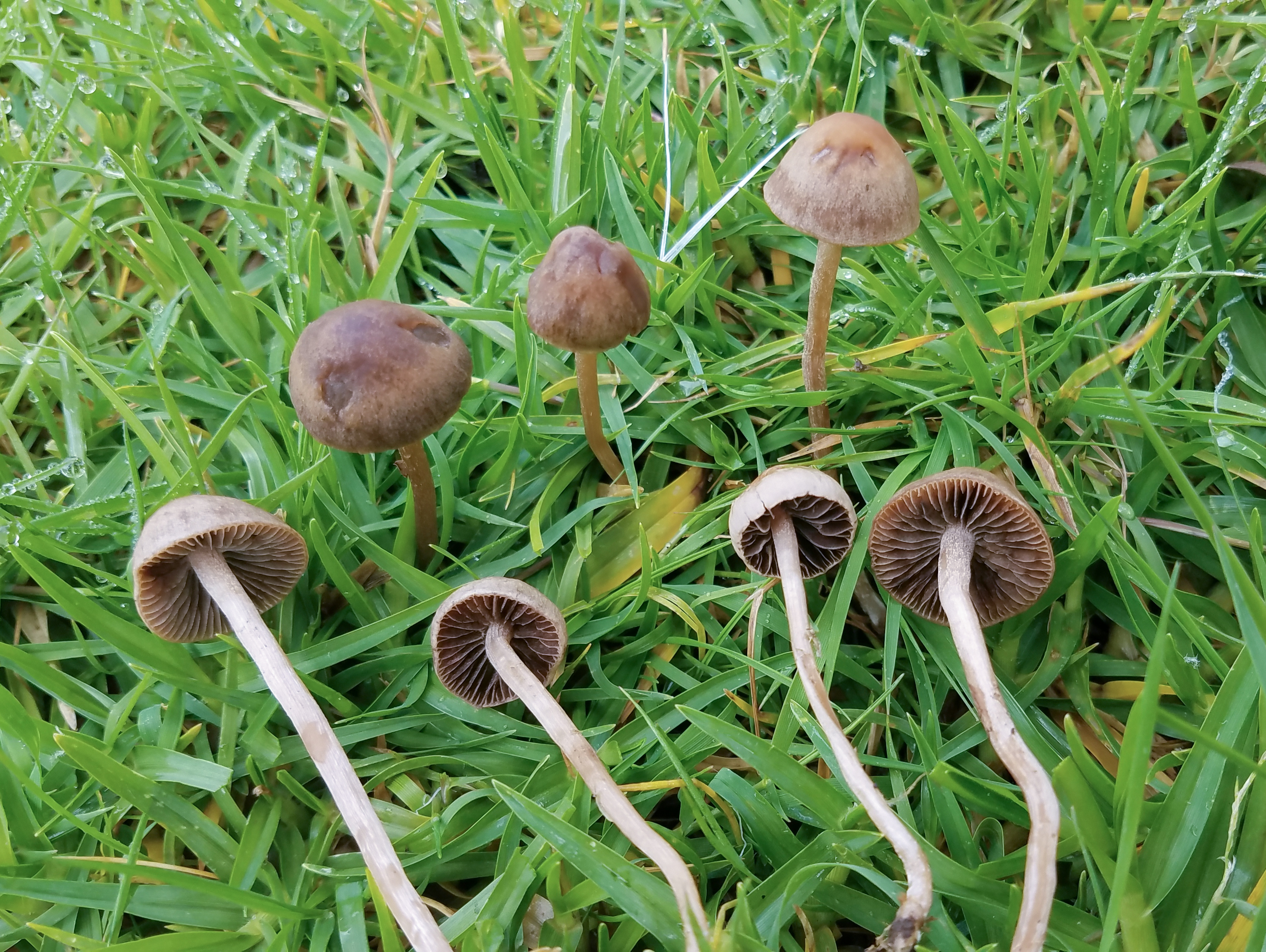
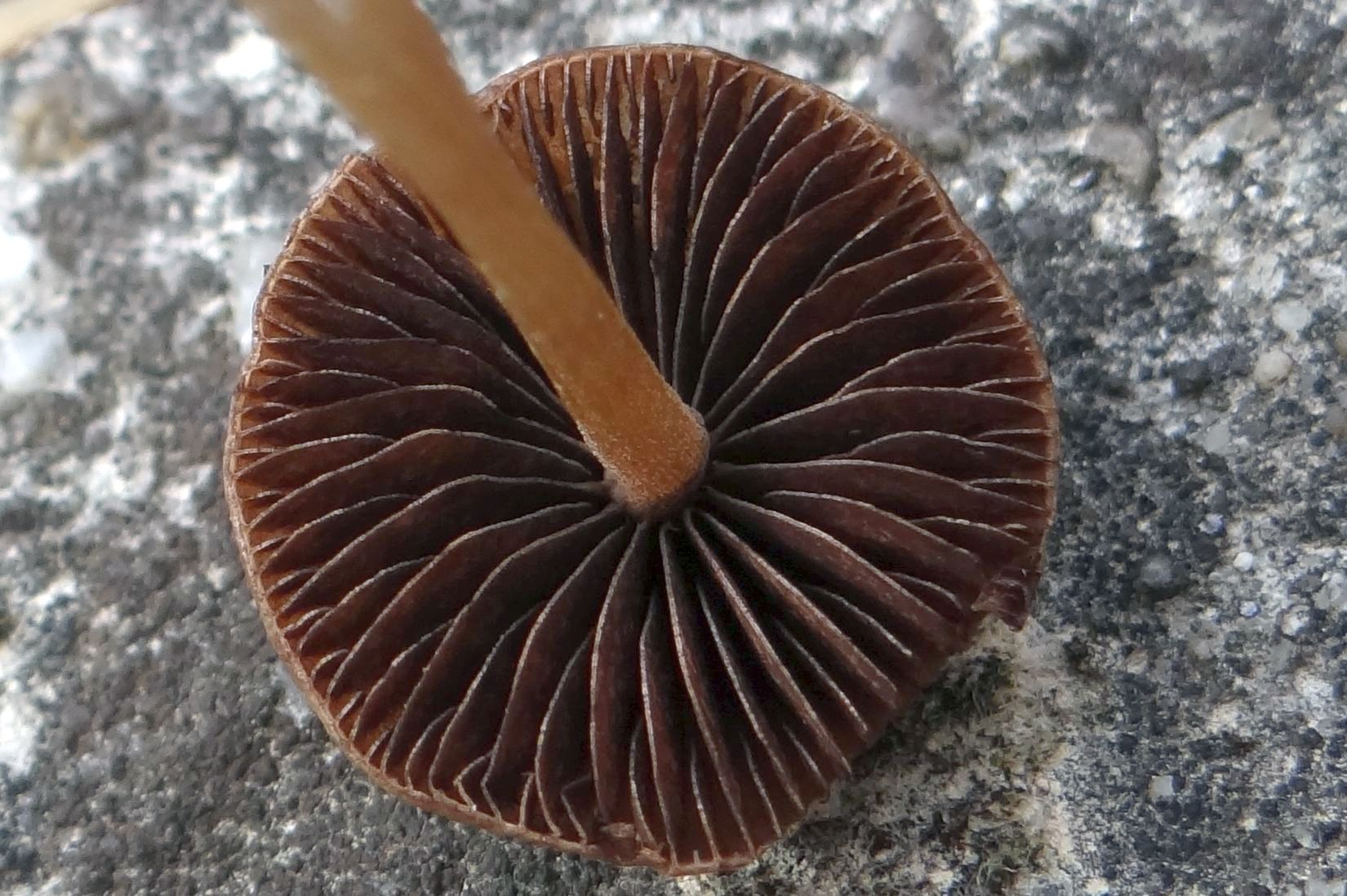

## Występowanie i siedlisko
Najliczniej notowany w Ameryce Północnej, Europie i Australii, ale występuje także w Azji, Ameryce Środkowej (na wyspie Puerto Rico) i w Republice Południowej Afryki.
Rośnie od wiosny do późnej jesieni (maj-październik), zwykle na nawożonych łąkach i trawnikach, uprawianych darniach, trawiastych przydrożach. Podczas sprzyjającej pogody grzyb pojawia się zaraz po skoszeniu łąk. Rośnie pojedynczo i w grupach. Jest częsty, łatwy jednak do przeoczenia ze względu na niewielkie rozmiary.

## Znaczenie
Naziemny grzyb saprotroficzny. Grzyb niejadalny. Wbrew szeroko rozpowszechnionemu mniemaniu grzyb zawiera tylko śladowe ilości psylocybiny.